# Sybra samarana
Sybra samarana là một loài bọ cánh cứng trong họ Cerambycidae.